# Kurhaus Eselsfürth
Das Kurhaus Eselsfürth ist ein um 1900 gebautes Kulturdenkmal im Kaiserslauterer Stadtteil Eselsfürth in Rheinland-Pfalz.
Beim Gebäude handelt es sich um ein ehemaliges Kurhaus, in dem sich heute der Musikclub Irish House befindet. Das Gebäude ist als sandsteingegliederter Putzbau, teilweise mit Zierfachwerk im Landhausstil ausgeführt. Das Gebäude zeichnet sich auch durch einen unregelmäßigen Grundriss, einen runden Turm mit Schweifhaube, sowie einen Treppenhausrisalit mit Glockendach und originalen Klappläden aus.
Das Gebäude zeugt von der vergangenen Bedeutung Eselsfürths als Luftkurort.
In unmittelbarer Nähe befand sich ein Bahnhof an der Bahnstrecke Kaiserslautern–Enkenbach, der bis 1987 bedient wurde.